# 松木明知
松木 明知（まつき あきとも、1939年1月8日－ ）は、日本の麻酔科医・医学史家・歴史家。弘前大学名誉教授。専門は麻酔医学。医学史・津軽史などの著書が多数ある。

## 来歴
弘前生まれ。父は医師・歴史家の松木明。1965年弘前大学医学部卒、1970年同大学院博士課程修了、医学博士。弘前大学医学部助教授、教授。2004年定年退官、名誉教授。

## 著書
- 『北海道の医史』津軽書房 1973
- 『医学史の散策 「蘭学事始」のことなど』津軽書房 1976
- 『青森県の医史』津軽書房 1980
- 『医学史雑稿』津軽書房 1981
- 『麻酔科学のパイオニアたち 麻酔科学史研究序説』克誠堂出版 1983
- 『医学の周辺』津軽書房 1986
- 『麻酔科の周辺』正続　克誠堂出版 1987-89
- 『横切った流星 先駆的医師たちの軌跡』メディサイエンス社 1990
- 『麻酔科の側面』克誠堂出版 1993
- 『学と術の周辺』克誠堂出版 1996
- 『学と術の側面』克誠堂出版 1999
- 『日本における脊椎麻酔死 安全な脊椎麻酔と事故の予防のために』克誠堂出版 1999
- 『麻酔科の本質』克誠堂出版 2002
- 『麻酔科学のルーツ』克誠堂出版 2005
- 『ねぷた その起源と呼称』津軽書房 2006
- 『華岡青洲と麻沸散 麻沸散をめぐる謎』真興交易医書出版部 2006
- 『麻酔科学の源流』正続　真興交易医書出版部 2006-09
- 『八甲田雪中行軍遭難事件の謎は解明されたか』津軽書房 2007
- 『中川五郎次とシベリア経由の牛痘種痘法』北海道出版企画センター 2009
- 『日本麻酔科学史の新研究』克誠堂出版 2010
- 『蘭医佐々木元俊その生涯と業績』津軽書房 2010
- 『津軽の文化誌』4-5　津軽書房 2011-12
- 『日本における麻酔科学の受容と発展』真興交易医書出版部 2011
- 『華岡青洲研究の新展開』真興交易医書出版部 2013
- 『日本麻酔科学史の知られざるエピソード 戦後篇』真興交易医書出版部 2014
- 『日本麻酔科学史の知られざるエピソード 戦前篇』真興交易(株)医書出版部 2016

### 共編著
- 『津軽の医史』松木明共著 津軽書房 1971
- 『麻酔・手術と内分泌』尾山力共著 金原出版 新臨床医学文庫 1974
- 『続・津軽の医史』松木明共著 津軽書房 1975
- 『麻酔介助と看護の実際 第2版』尾山力共著 医学書院 1975
- 『津軽の文化誌』松木明共著 津軽書房 1983
- 『麻酔看護の基本と実際』尾山力共著 医学書院 1984
- 『内分泌外科の麻酔と術前・術後管理』尾山力共編著 克誠堂出版 1986
- 『日本麻酔科学史資料』藤田俊夫共編 克誠堂出版 1987
- 『日本麻酔科学史資料 2』編 克誠堂出版 1988
- 『日本麻酔科学史資料 3 (Dr.Sakladと日本の麻酔科学)』藤田俊夫共編 克誠堂出版 1989
- 『日本麻酔科学史資料 4 (日本における脊椎麻酔・硬膜外麻酔の歴史)』編 克誠堂出版 1990
- 『日本麻酔科学史資料 5 (Sir Robert Macintoshと日本の麻酔科学・日本のパイオニアたちに聴く)』藤田俊夫共編 克誠堂出版 1991
- 『日本麻酔科学史資料 6-19 (日本麻酔科学文献集）』編 克誠堂出版 1992-2001
- 『手術直後の患者管理』石原弘規共編 克誠堂出版 1993
- 『褐色細胞腫の麻酔』石原弘規共編 克誠堂出版 1994
- 『完全静脈麻酔の臨床 DFKによる5,000例の臨床から』石原弘規,坂井哲博共編 克誠堂出版 1995
- 『続・津軽の文化誌』松木明共著 津軽書房 1995
- 『臨床麻酔科学』石原弘規共編 文光堂 1995
- 『プロポフォールを中心とする全静脈麻酔の臨床』石原弘規共編 克誠堂出版 1997
- 『周術期におけるBISモニターの臨床応用』石原弘規,坂井哲博共編 克誠堂出版 1998
- 『現代西洋医学の系譜 ノーベル医学・生理学賞に見る 医学部分館展示室完成記念特別展図録』編 岩波ブックサービスセンター (製作) 2000　弘前大学出版会 2010
- 『斎藤真教授と脊椎麻酔』編著 岩波ブックサービスセンター (製作) 2000
- 『サー・ウィリアム・オスラー讃歌 サー・ウィリアム・オスラー展図録』編集・解説 岩波出版サービスセンター (製作) 2001　弘前大学出版会 2010
- 『津軽の文化誌 3』松木明共著 津軽書房 2007

### 翻訳
- D.G.カトロン『臨床麻酔指針』尾山力共訳 南江堂 1975
- G.B.Rushman, N.J.H.Davies, R.S.Atkinson『麻酔の歴史 150年の軌跡』監訳 克誠堂出版 1998

## 論文
- ＜松木明知